# Fountain Hill (Pennsylvanie)
Pour les articles homonymes, voir Fountain Hill.
Fountain Hill est un borough situé à l'est du comté de Lehigh, en Pennsylvanie, aux États-Unis,. En 2010, il comptait une population de 4 597 habitants, estimée au 1er juillet 2020 à 4 646 habitants. Le borough est incorporé en juin 1893.

## Démographie
Lors du recensement de 2010, le borough comptait une population de 4 597 habitants. Elle est estimée, en 2020, à 4 646 habitants.

### Source de la traduction
- (en) Cet article est partiellement ou en totalité issu de l’article de Wikipédia en anglais intitulé « Fountain Hill, Pennsylvania » (voir la liste des auteurs).